# Erebia magdalena
Espèce
Erebia magdalena est un lépidoptère appartenant à la famille des Nymphalidae, à la sous-famille des Satyrinae et au genre Erebia.

## Dénomination
Erebia magdalena a été nommé par Ferdinand Heinrich Hermann Strecker en 1864.

### Sous-espèces
- Erebia magdalena mackinleyensis Gunder, 1932 ; présent en Alaska[1].

Toutefois les travaux d'Hilchie en 1990 tendent à prouver qu'Erebia magdalena mackinleyensis est une espèce distincte, Erebia mackinleyensis.

### Nom vernaculaire
Erebia magdalena se nomme Magdalena Alpine en anglais.

## Description
Erebia magdalena est un papillon marron foncé presque noir sur ses deux faces, parsemé d'une pubescence blanche constituée par des écailles blanches clairsemées. Il est de taille moyenne avec une envergure de 41 à 51 mm,.

### Chenille
La chenille est poilue, verte marbrée de noir, et sa tête est marron foncé.

## Biologie

### Période de vol et hivernation
Il vole en une génération de début juillet à mi-août.
Il hiverne au stade de chenille.

### Plantes hôtes
La plante hôte de sa chenilles est un Carex, Carex atrata.

## Écologie et distribution
Il réside dans le nord de l'Amérique du Nord en Alaska, au Canada en Alberta, dans le nord de la Colombie-Britannique et dans un isolat dans le Yukon,  aux USA dans les Montagnes Rocheuses, dans les états du Montana, Wyoming, Colorado, Utah et dans le nord du Nouveau-Mexique,,.

### Biotope
Il réside en altitude dans les zones d'éboulis.

### Protection
Pas de statut de protection particulier.

### Liens taxonomiques
- (en) Tree of Life Web Project : Erebia magdalena
- (en) Catalogue of Life : Erebia magdalena Strecker, 1880 (consulté le 19 décembre 2020)
- (fr + en) ITIS : Erebia magdalena  Strecker, 1880